# Воронова, Анна Яковлевна
Анна Яковлевна Воронова (15 августа 1929 — 24 февраля 2008) — передовик советского сельского хозяйства, доярка совхоза имени XXI съезда КПСС Кожевниковского района Томской области, полный кавалер ордена Трудовой Славы (1984).

## Биография
Родилась 15 августа 1929 года в селе Вороново (на территории современного Кожевниковского района Томской области). Трудоустроилась в колхоз имени Чапаева в родном селе. Работала на ферме учётчицей, свинаркой, позже стала трудиться дояркой. Перешла работать дояркой в колхоз имени XXI съезда КПСС Кожевниковского района Томской области. 
Постоянно демонстрировала передовые результаты в работе. Была участницей выставок достижений народного хозяйства.     
Указом Президиума Верховного Совета СССР от 14 февраля 1975 года была награждена орденом Трудовой Славы III степени. 
Указом Президиума Верховного Совета СССР от 23 декабря 1976 года была награждена орденом Трудовой Славы II степени. 
Указом Президиума Верховного Совета СССР от 14 декабря 1984 года за успехи, достигнутые при выполнении плана и социалистических обязательств по увеличению продукции животноводства была награждена орденом Трудовой Славы I степени. Стала полным кавалером Ордена Трудовой Славы.
В дальнейшем вышла на заслуженный отдых.  
Умерла 24 февраля 2008 года. Похоронена в селе Кожевниково Томской области.

## Награды и звания
- Орден Трудовой Славы I степени (14.12.1984);
- Орден Трудовой Славы II степени (23.12.1976);
- Орден Трудовой Славы III степени (14.02.1975).